# Gran Turismo - La storia di un sogno impossibile
Gran Turismo - La storia di un sogno impossibile (Gran Turismo) è un film del 2023 diretto da Neill Blomkamp.
La pellicola, adattamento cinematografico della serie di videogiochi Gran Turismo, segue la storia vera di Jann Mardenborough, adolescente giocatore di eSport che diventa un pilota professionista della Nissan grazie alla sua bravura nei videogiochi.

## Trama
Seguendo la proposta del responsabile marketing Danny Moore, la Nismo, divisione motorsport della Nissan, fonda la GT Academy con l'obiettivo di reclutare giocatori più esperti del simulatore di corse Gran Turismo e trasformarli in veri piloti da corsa. Dopo vari tentativi, Danny si decide a reclutare l'ex pilota Jack Salter diventato meccanico per addestrare i giocatori. Jack, inizialmente titubante all'idea, decide infine di accettare dopo essersi stancato dell'arroganza maleducata dell'infido pilota della squadra, Nicholas Capa. Nel frattempo, Jann Mardenborough, un giovane che abita a Cardiff e che lavora in un negozio di abbigliamento, è un appassionato giocatore del simulatore e sogna di diventare un pilota da corsa nonostante la disapprovazione del padre, ex calciatore, Steve. 
Un giorno, attraverso un suo amico che gestisce un locale adibito ai simulatori di guida, Jann scopre che ha guadagnato l'opportunità di poter partecipare ad una gara di qualificazione per entrare a far parte della futura GT Academy, grazie ad un record su tempo fatto su una pista del videogioco. La notte prima della gara viene invitato da suo fratello Coby ad una festa, e all'inizio rifiuta per potersi concentrare meglio ma viene convinto dopo aver saputo della presenza di Audrey, una ragazza per la quale ha una cotta, e nell'andare prendono di nascosto l'auto del padre. Durante la festa Jann flirta con la ragazza ma il tutto viene rovinato dall'arrivo della polizia, con la quale inizia un inseguimento dopo che la pattuglia ferma gli altri suoi amici. I fratelli riescono a sfuggire ma vengono scoperti dal padre che li aspettava dal parcheggio, così Coby inizia a preoccuparsi per le ripercussioni che avrà sulla sua carriera calcistica, ma Jann si offre di prendersi la colpa per lui se ammette che sia il guidatore migliore. Il giorno successivo, Jann va con suo padre a lavorare con lui, credendo che sia una punizione per aver preso l'auto senza permesso, ma in verità il padre voleva spronarlo a distaccarsi dal mondo dei videogiochi, cosa che pensa che non gli porterà nessun futuro. Scoprendo ciò, Jann lascia il posto di lavoro per arrivare in tempo alla gara di qualificazione, che vince guadagnandosi un posto nella GT Academy.
All'accademia, Jack mette alla prova i concorrenti in vari test, sia teorici che pratici, attraverso i quali da dieci concorrenti vengono ridotti a sei. Durante uno di questi test, Jann discute con Jack perché ques'ultimo pensa che il ragazzo non abbia avuto abbastanza coraggio, ma in verità il problema fu che i freni si erano vetrificati, cosa poi confermata dagli analisti con grande stupore di Jack. Grazie a questo, il ragazzo riesce a rimanere. I restanti cinque partecipanti si sfidano in una gara finale che determinerà il pilota rappresentante della Nissan, e Jann vince per una questione di centimetri contro il concorrente americano Matty Davis. Prima dell'annuncio del vincitore, Danny parla con Jack sullo scegliere Matty come vincitore, perché più idoneo in fatto di marketing, invece Jack insiste che venga scelto Jann visto che ha effettivamente vinto la gara.
A Jann viene spiegato che se finirà almeno quarto in una qualsiasi gara di qualificazione, otterrà la licenza FIA e un contratto con la Nissan. Alla sua gara d'esordio in Austria come pilota professionista, finisce ultimo per colpa di un testacoda causato dal terribile pilota Nicholas, e nonostante migliori nelle gare successive, la penultima in Spagna non riesce neanche a concluderla. A Dubai, sede dell'ultima gara di qualificazione, riesce ad aggiudicarsi il quarto posto e guadagna l'ambita licenza, nonostante l'incidente fatto dallo stesso Nicholas che con i detriti della sua vettura gli aveva danneggiato il parabrezza. Successivamente si reca a Tokyo con Danny e Jack per la firma del suo contratto e, convinto dall'ingegnere, sfrutta il bonus del contratto per portare Audrey a Tokyo ad assistere all'evento. In seguito tra i due inizia una relazione.
La prima gara di Jann dopo la firma è nel circuito tedesco Nürburgring Nordschleife, dove il ragazzo comincia bene e mantiene una posizione alta finché, all'altezza del punto Flugplatz, la parte anteriore della sua vettura si solleva in aria, facendo schiantare l'auto contro una barriera per poi finire in una zona piena di spettatori. Jann viene trasportato in elicottero al centro medico di Nürburgring (dove se la cava con ferite lievi) e, nel mentre che è in ospedale, apprende la notizia di un spettatore rimasto ucciso nell'incidente, fatto che lo destabilizzerà psicologicamente. Quando Jann è riluttante all'idea di tornare a gareggiare, incolpandosi della morte dello spettatore, Jack lo riporta al Nürburgring, rivelandogli il motivo del suo ritiro dalle corse, ovvero gli spiega che anche lui è stato coinvolto in un incidente, più precisamente durante la 24 ore di Le Mans, nella quale ha perso la vita un altro pilota.
Un'indagine scagiona Jann da ogni possibile reato, ma l'opinione pubblica si rivolta contro i guidatori di simulatori. Per rispondere a tale rivolta, Danny decide che una squadra formata dai vari piloti dell'accademia deve competere alla 24 Ore di Le Mans, e finire sul podio per dimostrare la propria fattibilità.
Danny ingaggia Matty e Antonio Cruz (che nel frattempo sono diventati professionisti) per formare la squadra di tre piloti con Jann. Il giorno della gara, il padre di Jann si scusa con lui per non aver inizialmente sostenuto le sue passioni. Durante metà gara, Jann rimane scosso vedendo che uno dei concorrenti si schianta e prende fuoco, ma viene incoraggiato e fatto tornare concentrato da Jack che gli fa ascoltare "Songbird" e Orinoco Flow attraverso il sistema di comunicazione, canzoni che Jann usava come musica motivazionale durante l'addestramento. Matty e Antonio completano i loro ultimi turni senza problemi, ma quest'ultimo viene riportato in anticipo dalla sua ultima sessione a causa dei crampi. Come se ciò non bastasse, durante il pit-stop, uno dei meccanici perde il dado della ruota, facendo perdere diverse posizioni alla squadra. Jann, per riconquistare le posizioni perse, decide di non seguire le traiettorie di corsa consigliate, bensì le traiettorie che lui ha appreso giocando al videogioco, azzardo che gli fa battere il record sul giro. Jann con grande difficoltà, ed ancora una volta per pochissimo, riesce a battere il ripugnante Nicholas ed a far guadagnare alla squadra il terzo posto ed il podio alla Nissan.
Nell'epilogo, viene mostrato il vero Jann Mardenborough, che ha gareggiato in oltre 200 gare e che è stata la sua controfigura nel film.

## Produzione
Le riprese del film si sono svolte nei mesi di novembre e dicembre 2022 in Ungheria.

## Promozione
Il primo trailer del film viene diffuso il 2 maggio 2023.

## Distribuzione
Il film è stato presentato al Micheaux Film Festival il 16 luglio 2023 e distribuito nelle sale cinematografiche statunitensi a partire dall'11 agosto dello stesso anno, mentre in quelle italiane dal 20 settembre.

## Accoglienza

### Critica
Il film è stato accolto in modo contrastante dalla critica; sull'aggregatore Rotten Tomatoes riceve il 65% delle recensioni professionali positive con un voto medio di 6 su 10 basato su 220 critiche, mentre su Metacritic ottiene un punteggio di 48 su 100 basato su 47 critiche.